# Oligooestrus oestroideus
Oligooestrus oestroideus är en tvåvingeart som beskrevs av Townsend 1932. Oligooestrus oestroideus ingår i släktet Oligooestrus och familjen parasitflugor. Inga underarter finns listade i Catalogue of Life.